# Günter Reißmann (Geodät)
Günter Reißmann (* 26. März 1926 in Chemnitz) ist ein deutscher Geodät und Hochschullehrer.

## Leben und Wirken
Nach dem Schulabschluss begann er ein Studium, das er als Diplom-Ingenieur abschloss. Er promovierte 1954 zum Dr.-Ing., habilitierte sich 1958 und wurde 1960 Privatdozent an der Technischen Hochschule Dresden (seit Oktober 1961 Technische Universität Dresden). Bis 1991 war er außerordentlicher Professor für Geodäsie an der Fakultät Bau-, Wasser- und Forstwesen an der TU Dresden.

## Schriften (Auswahl)
- Untersuchungen zur Ausschaltung des Einflusses der Vertikalrefraktion beim Präzisionsnivellement. Berlin 1954.
- Die Genauigkeitsmasse bei der Punktbestimmung. Dresden [1958].
- Die Ausgleichungsrechnung. Berlin 1962.
- Die Ausgleichungsrechnung. 2., überarb. u. erw. Aufl., Berlin 1968.
- Die Ausgleichungsrechnung. 5., erw. u. bearb. Aufl., Berlin 1980.